# Петар Гајић
Петар Гајић (Шабац, 30. октобар 1965) je српски сликар.

## Биографија
Рођен је 30. октобра 1965. у Шапцу. Завршио је Шабачку гимназију 1984. године. Студирао је историју уметности на Филозофском факултету Универзитету у Београду 1985—1987. Дипломирао је сликарство на Факултету ликовних уметности Универзитета уметности у Београду 1991. године у класи професора Славољуба Чворовића. Факултативно је био на графичком одсеку истог факултета у класи професора Милета Грозданића од 1992. до 1995. године. Магистрирао је 1996. у класи професора Славољуба Чворовића. Докторирао је 2018. године у класи ванредног професора Миливоја Павловића. Радио је као професор у Уметничкој школи у Шапцу 1996—1999. и као професор ликовне културе на Високој струковној школи за васпитаче од 1999. године. Члан је Удружења ликовних уметника Србије од 1991. и био је члан Екслибрис друштва од 1994. до 1997. године. Почео је самостално да излаже 1991. у Шапцу, Београду, Ковину и Норвешкој. Неки од његових перформанси су „Спиритус игнис” и „Вулканалије” 2000. и 2001. у Шапцу и „Мементо” 2005. у Варни. Учествовао је на преко осамдесет групних изложби у земљи: у Београду, Шапцу, Новом Саду, Крагујевцу, Ковину, Горњем Милановцу, Лесковцу, Нишу и Ужицу и у иностранству: у Харкову, Аугустову, Милану, Мецу, Синт Николасу, Бристолу, Монтру, Буенос Ајресу, Каназави, Закатекасу, Ванкуверу, Ријеци, Крању и Тетову. Добитник је једанаест награда од 1990. до 2009. године.